# Pareuchaetes affinis
Pareuchaetes affinis là một loài bướm đêm thuộc phân họ Arctiinae, họ Erebidae.